# Peter Broadbent
Pour les articles homonymes, voir Broadbent.
Peter Frank Broadbent est un footballeur anglais né le 15 mai 1933 à Elvington, et mort le 1er octobre 2013.

## Carrière
- 1950-1951 : Brentford FC  Angleterre
- 1951-1965 : Wolverhampton Wanderers  Angleterre
- 1965-1966 : Shrewsbury Town  Angleterre
- 1966-1969 : Aston Villa  Angleterre
- 1969-1970 : Stockport County  Angleterre

## Palmarès
- 7 sélections et 2 buts avec l'équipe d'Angleterre entre 1958 et 1960.